# Mar de Molucas
El mar de las Molucas (en indonesio, Laut Maluku) es un mar ubicado en el océano Pacífico occidental, que se encuentra entre las islas de Sumatra y Sulawesi, en Indonesia. Este mar es conocido por su rica biodiversidad marina, siendo una de las zonas más importantes del mundo en términos de corales y vida submarina. Forma parte del extenso archipiélago indonesio, que comprende más de 17,000 islas, y está rodeado por diversas islas como las Molucas, Sulawesi y Papúa Occidental.
El Mar de las Molucas es famoso por su gran diversidad de ecosistemas marinos, que incluyen extensos arrecifes de coral y praderas submarinas. Su entorno subacuático lo convierte en un destino popular para el buceo y otras actividades acuáticas, atrayendo a turistas y expertos marinos de todo el mundo. La región alberga una gran variedad de especies marinas, muchas de las cuales son endémicas, lo que hace que la zona sea de gran interés para los estudios de biodiversidad y conservación marina.
Además de su riqueza biológica, el Mar de las Molucas tiene una importancia económica y cultural significativa para las comunidades locales. La pesca, la recolección de perlas y el turismo son algunas de las actividades que dependen de sus recursos naturales. Asimismo, la región tiene una historia de interacciones comerciales debido a su ubicación estratégica entre las grandes islas del sudeste asiático.
A lo largo de los siglos, el Mar de las Molucas ha sido conocido por su belleza natural y su importancia geoestratégica, y sigue siendo un elemento fundamental en la vida económica, social y ambiental de Indonesia.

## Geografía
Este mar está enclavado en la parte centroriental del archipiélago de las Indias Orientales y sus límites son los siguientes:
- al noroeste, la costa de la isla de Célebes y el mar de Célebes;
- al norte, las islas Talaud, y el mar de Filipinas;
- al este, con la costa occidental de la isla de Halmahera, las islas Bacan y las islas Obi y el propio mar de Halmahera;
- al sur, con el mar de Ceram, las islas de Taliabu, islas Banggai y Peleng y el mar de Banda;
- al oeste, con el golfo de Tomini.

## Historia
El mar de las Molucas fue un área activa en el comercio de especias y estuvo controlada por 4 sultanatos. 

## Terremotos
El mar es una zona sísmica muy activa debido a la placa del mar de las Molucas que también cubre la parte norte de la isla de Sulawesi y partes más pequeñas del mar de Banda. Al tratarse de un área compuesta por numerosas microplacas, el área es sísmicamente muy activa.
El área a menudo es golpeada por fuertes terremotos , que a menudo causan grandes tsunamis.. Algunos de los terremotos más fuertes que han ocurrido en esta zona:
13 de junio de 2013 — magnitud 6,2
26 de julio de 2007 — magnitud 6,9
17 de marzo de 2007 — magnitud 6,5
21 de enero de 2007 — magnitud 7,5
19 de mayo de 2006 — magnitud 6,3
El 6 de enero de 2019 ocurrió un terremoto de magnitud 7.0, sin tsunami resultante. Este mar es un área muy sísmicamente activa debido a la placa marina de las Molucas.

## Delimitación de la IHO
La máxima autoridad internacional en materia de delimitación de mares, la Organización Hidrográfica Internacional («International Hydrographic Organization, IHO), considera el mar de Molucas como un mar. En su publicación de referencia mundial, Limits of oceans and seas (Límites de océanos y mares, 3ª edición de 1953), le asigna el número de identificación 48c, dentro del archipiélago de las Indias Orientales y lo define de la forma siguiente:

En el norte.
 Por una línea desde el extremo noreste de Célebes a través de las islas Siau a la punta sur de Sangi (3°21'N, 125°37'E) y desde allí hasta el extremo sur del grupo de Talaud, a través de estas islas a su extremo nordeste (4°29'N, 126°52'E) y desde allí una línea a Tanjong Sopi, la punta norte de la isla de Morotai.
En el este.
 Por la costa oeste de Morotai desde Tanjong Sopi hasta al sur a Wajaboela (2°17'N, 128°12'E), y desde allí una línea hasta el extremo norte de Halmahera y por su costa oeste hasta Tanjong Libolo, su extremo sur.
En el sur.
 Una línea desde el extremo sur de Halmahera a la punta norte de la isla Bisa (Setile) y desde allí hasta el extremo norte de Obi Mayor, a través de esta isla hasta Tanjong Ake Lamo, su extremo sudoeste, y desde allí a Tanjong Dehekolano, en el extremo oriental de las islas Soela, a lo largo de sus costas del norte de Tanjong Marikasoe, el extremo occidental, y desde allí una línea hasta el punto suroeste de la isla de Banggai (1°43'S, 123°36'E).
 En el oeste.
 Las costas orientales de las islas de Banggai y Peleng hasta Bangkalan Norte (1º10'S, 123°18'E) y desde allí una línea a Tg. Botok (Célebes) (1°04'S, 123°19'E) alrededor de la costa a Tg. Pasir Pandjang (0°39'S, 123°25'E) y en la Tg. Tombalilatoe (123°21'E) en la costa opuesta, y desde allí hasta la costa oriental de Tg. Pisan, el extremo noreste de Célebes.
Limits of oceans and seas, pág. 25.

## Riqueza Submarina
El Mar de las Molucas se caracteriza por una enorme biodiversidad marina, tanto en términos de especies como de hábitats, convirtiéndolo en uno de los ecosistemas marinos más ricos y complejos del planeta. El área es conocida mundialmente por la abundancia y diversidad de sus especies, incluidos peces, crustáceos, moluscos, plantas marinas y otros organismos acuáticos. Además, su biodiversidad se ve favorecida por la ubicación estratégica del mar, que se encuentra en la Zona de los Corales del Triángulo de Coral, una de las regiones más biodiversas del mundo.
El Mar de las Molucas es un punto caliente para la biodiversidad marina debido a la interacción de diversos ecosistemas, tales como los arrecifes de coral, las praderas marinas, las lagunas y los estuarios. Estos hábitats proporcionan refugio, alimento y lugares de reproducción para una gran variedad de especies marinas, muchas de las cuales son endémicas de la región.

### Peces
El Mar de las Molucas es hogar de una amplia variedad de peces, que incluyen especies de importancia ecológica, comercial y deportiva. Los arrecifes de coral que se encuentran en el mar albergan más de 300 especies de peces de arrecife, lo que lo convierte en un centro de diversidad para este grupo.
Uno de los peces más emblemáticos de la región es el pez napoleón (Cheilinus undulatus), también conocido como pez melón debido a su característica protuberancia en la cabeza. Este pez es uno de los más grandes entre los habitantes de los arrecifes de coral, y se encuentra en peligro de extinción debido a la sobrepesca y la degradación de los arrecifes.
Además, el Mar de las Molucas alberga numerosas especies de peces tropicales de agua salada, como los peces cirujanos (Acanthuridae), peces payaso (Amphiprioninae), peces ángel (Pomacanthidae) y peces ángel emperador (Pomacanthus imperator), que se encuentran en simbiosis con los corales. Estos peces desempeñan roles clave en la ecología de los arrecifes, alimentándose de algas y parásitos, y ayudando a mantener el equilibrio del ecosistema.
La región también es hogar de diversas especies de tiburones, incluidos el tiburón de arrecife de punta negra (Carcharhinus melanopterus), el tiburón ballena (Rhincodon typus) y el tiburón de punta blanca (Carcharhinus albimarginatus), que desempeñan un papel fundamental como depredadores tope en la cadena alimentaria marina, ayudando a mantener las poblaciones de peces más pequeñas bajo control.

### Crustáceos y moluscos
El Mar de las Molucas también es conocido por su gran abundancia de crustáceos y moluscos, que habitan principalmente en los fondos marinos y los estuarios. La región es famosa por la presencia de cangrejos, como el cangrejo de río (Potamonautidae), y diversas especies de camarones, como los camarones tigre (Penaeus monodon) y los camarones mantis (Odontodactylus scyllarus), que son conocidos por su agresividad y sus poderosas mandíbulas. Los camarones mantis tienen la capacidad de golpear a sus presas con una fuerza impresionante, similar a la velocidad de una bala.
En cuanto a los moluscos, el Mar de las Molucas alberga una gran diversidad de almejas, ostras y caracoles marinos, que desempeñan un papel esencial en los ecosistemas marinos, actuando como filtradores que ayudan a mantener el equilibrio del agua y eliminan el exceso de nutrientes. La región también es conocida por la presencia de especies de pulpos, como el pulpo de anillos azules (Hapalochlaena lunulata), una especie venenosa famosa por su capacidad para infligir mordeduras mortales.

### Plantas marinas
El ecosistema submarino del Mar de las Molucas también incluye una rica variedad de plantas marinas, que desempeñan un papel crucial en la estabilidad de los ecosistemas costeros. Las praderas de pastos marinos y los arrecifes de coral son fundamentales para el bienestar de muchas especies, proporcionando refugio y áreas de alimentación para una amplia variedad de peces, invertebrados y otros organismos marinos.
Entre las plantas más destacadas se encuentran las algas rojas, algas verdes y algas pardas, que cubren los fondos marinos en algunas áreas del mar, y las praderas de pastos marinos que crecen en las aguas poco profundas de las islas. Estas praderas son especialmente importantes porque absorben grandes cantidades de carbono, ayudando a mitigar el cambio climático. Además, las praderas marinas ofrecen un hábitat vital para especies como los seacaballos y las tortugas marinas, que se alimentan de las plantas.

### Invertebrados y otros organismos marinos
Los arrecifes de coral del Mar de las Molucas albergan una diversidad impresionante de invertebrados marinos, como las esponjas, corales y anémonas de mar. Los corales duros (Scleractinia), responsables de la formación de los arrecifes de coral, son especialmente comunes en la región, y proporcionan un hábitat único para miles de especies. Los corales blandos, como las gorgonias y las antorchas marinas, también son abundantes y contribuyen a la estructura tridimensional de los arrecifes.
Los erizos de mar, estrellas de mar y pepinos de mar son también comunes en las aguas del Mar de las Molucas. Estos invertebrados son esenciales para el funcionamiento del ecosistema de los arrecifes de coral, ya que ayudan a controlar las poblaciones de algas y otras especies de invertebrados que podrían competir con los corales.
Además, la región alberga especies de tortugas marinas, como la tortuga verde (Chelonia mydas) y la tortuga laúd (Dermochelys coriacea), que utilizan las playas cercanas para anidar. Las tortugas desempeñan un papel importante en el equilibrio de los ecosistemas marinos, alimentándose de medusas y otras especies que pueden ser abundantes en ciertas áreas.

### Amenazas y Conservación
A pesar de la impresionante riqueza submarina del Mar de las Molucas, este ecosistema enfrenta varias amenazas. La sobrepesca, la degradación de los arrecifes de coral y la contaminación son algunas de las principales preocupaciones. Las prácticas de pesca destructiva, como el uso de explosivos y cianuro para capturar peces, están poniendo en peligro muchas de las especies que habitan estos ecosistemas.
La destrucción de hábitats también es un problema importante, ya que las actividades humanas, como la construcción de infraestructuras costeras y la contaminación del agua, están afectando gravemente a los arrecifes de coral y a las praderas marinas. El cambio climático, con sus efectos sobre la temperatura del agua y la acidificación de los océanos, también está poniendo presión sobre estos ecosistemas frágiles.
Para abordar estos problemas, se han implementado diversas iniciativas de conservación en la región, incluyendo la creación de áreas marinas protegidas y esfuerzos para promover prácticas de pesca sostenible. La comunidad internacional y los gobiernos locales están trabajando para proteger la biodiversidad submarina del Mar de las Molucas y garantizar la preservación de sus hábitats vitales para las generaciones futuras.